# Cristianismo en Egipto

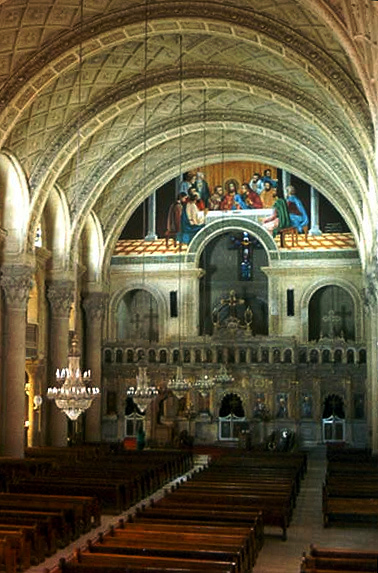
Catedral ortodoxa copta de San Marcos en Alejandría

El Cristianismo es la segunda religión con mayor cantidad de afiliados en Egipto. La mayoría de los cristianos  egipcios son coptos (afiliados de la Iglesia ortodoxa copta u otras iglesias coptas), conforma entre el 10% y el 20% de la población del país, y que a pesar de que no se haya realizado un censo religioso para determinar el porcentaje exacto, diversas fuentes han estimado de que representan entre el 10% y el 20% de la población. Aunque se dice que es una minoría dentro de Egipto, lo convierte en el país con mayor cantidad de cristianos de la región de MENA. La historia del cristianismo en Egipto data de la Antigua Roma. Alejandría fue el principal centro de las comunidades cristianas. Egipto fue mayoritariamente cristiana durante los siglos XI y XIV, hasta que la población fue convertida al islam, tras las numerosas campañas militares islámicas en la región.

## Demografía
La inmensa mayoría de los cristianos egipcios son coptos. La palabra "Copto" es una derivación indirecta del griego Αἰγύπτιος Aigýptios, cuyo significado es sencillamente "egipcio".
Más del 92% de los cristianos egipcios pertenecen a la Iglesia ortodoxa copta de Alejandría, una iglesia ortodoxa oriental. La Iglesia copta constituye la comunidad cristiana más grande del Medio Oriente y posee un estimado de entre 18 y 20 millones de afiliados en Egipto, [cita requerida]y entre 1 y 2 millones de afiliados en otros países, pero los números varían, debido a que aún no se ha realizado un censo para determinar la cantidad exacta de afiliados. Generalmente se acepta la estimación del 10% de la población, pero se cree que puede ser un porcentaje superior. El número real puede oscilar entre los 11 y 13 millones según un artículo citado en Cristianismo Copto en Egipto. Otras estimaciones de las comunidades étnicas coptas, estiman que Egipto posee entre 9 y 15 millones de afiliados a su fe. La Iglesia ortodoxa copta está liderada por Teodoro II, Papa de Alejandría y Patriarca de Toda África en la Santa Sede de San Marcos. Las iglesias hermanas afiliadas, se encuentran en Armenia, Etiopía, Eritrea, India, Líbano y Siria.
Otros cristianos egipcios nativos pertenecen a la Iglesia católica copta, el Iglesia evangélica presbiteriana y varias denominaciones protestantes coptas. [cita requerida]Las comunidades cristianas no nativas se encuentran principalmente en las zonas urbanas de Alejandría y El Cairo, y son miembros de la Iglesia ortodoxa griega de Alejandría, de la Iglesia greco-católica melquita, la Iglesia apostólica armenia, la Iglesia católica latina, la Iglesia Episcopal de Jerusalén y el Medio Oriente, la Iglesia maronita, el Iglesia católica armenia, la Iglesia católica caldea, la Iglesia católica siria, y de la Iglesia ortodoxa siria. Esparcidos entre numerosas iglesias, hay una gran cantidad de creyentes de Cristo de origen musulmán. Un estudio realizado en 2015, estima que hay unos 14 000 creyentes de ese tipo en Egipto.

### Denominaciones cristianas en Egipto por número de afiliados
| Denominación                                                          | Número de afiliados egipcios                                                                                       |
| --------------------------------------------------------------------- | --- |
| Iglesia ortodoxa copta                                                | 8 500 000 (2008)                                                                                                   |
| Iglesia ortodoxa griega de Alejandría                                 | 250 000 (4 500 son de ascendencia griega, mientras que el resto son en su mayoría de ascendencia sirio-libanesa)   |
| Iglesia católica copta                                                | 164 000 (2016) (Véase Iglesia copta en Egipto)                                                                     |
| Iglesia evangélica de Egipto (Sínodo del Nilo)                        | 280 000 |
| Asambleas de Dios                                                     | 7 500 (de los 27 000 protestantes)                                                                                 |
| Bautistas                                                             | 4 000 (de los 27 000 protestantes)                                                                                 |
| Metodistas libres                                                     | 2 000 (de los 27 000 protestantes)                                                                                 |
| Iglesia de los Hermanos Cristianos                                    | 4 000 |
| Iglesia anglicana (Iglesia Episcopal en Jerusalén y el Medio Oriente) | 1 000 - 1 500 |
| Iglesia greco-católica melquita                                       | 9 000 (0.8%) (sus afiliados son generalmente de ascendencia sirio-libanesa)                                        |
| Iglesia apostólica armenia                                            | 8 000 (0.1%) |
| Iglesia católica latina                                               | 8 000 (0.1%) (Anteriormente las grandes comunidades italianas y maltesas conformaban la población católica latina) |
| Iglesia maronita                                                      | 5 000 (0.1%) (sus afiliados son de ascendencia libanesa)                                                           |
| Iglesia pentecostal de Dios                                           | 375 (de los 27 000 protestantes)                                                                                   |
| Iglesia católica siria                                                | 2 000 (>0.1%) (véase armenios en Egipto)                                                                           |
| Iglesia pentecostal de la santidad                                    | 140 (de los 27 000 protestantes)                                                                                   |
| Iglesia católica armenia                                              | 1 200 (>0.1%) (véase armenios en Egipto)                                                                           |
| Iglesia de Dios de la Profecía                                        | 110 (de los 27 000 protestantes)                                                                                   |
| Iglesia adventista del séptimo día                                    | 852 |
| Iglesia católica caldea                                               | 500 |
| Iglesia ortodoxa siria                                                | 450 - 500 |

## Historia

La Diócesis de Egipto (año 400 D.C)

Los cristianos egipcios creen que el Patriarcado de Alejandría fue fundado por Marcos el Evangelista alrededor del 33, y que fue el responsable de la introducción del cristianismo en Egipto.
Durante el 300 d. C, la ciudad de Alejandría se convirtió en uno de los principales centros del cristianismo. Los apologistas cristianos Clemente de Alexandria y Orígenes vivieron o pasaron gran parte de sus vidas en aquella ciudad, en donde realizaron sus escritos, enseñaron, e hicieron debates.[cita requerida]
Con el Edicto de Milán en 313, el emperador bizantino Constantino I puso fin a la persecución de cristianos. Durante el transcurso del siglo IV, el paganismo fue suprimido y perdió su influencias, tal como el poeta Paladio lo escribió de forma amarga. Las pinturas de Fila en el Alto Egipto demuestra que adoración de Isis persistió en sus templos hasta el siglo V. Muchos judíos egipcios se convirtieron al cristianismo, pero otros lo rechazaban.
Alejandría se convirtió en la sede del primer gran cisma del mundo cristiano, entre los arrianos, quienes fueron convocados por el obispo de Alejandría Arius, y sus adversarios, representados por Atanasio, quién se convertiría en Arzobispo de Alejandría en 326, después de que el Concilio de Nicea I, rechazara las opiniones y posturas del arrianismo. La controversia arriana desató años de disturbios y rebeliones durante gran parte del siglo IV. Durante una de estas revueltas, es destruido el gran templo de Serapis, el cual fue el principal bastión del paganismo en Egipto. Atanasio fue expulsado de forma alternativa de Alejandría y fue restablecido como arzobispo entre 5 y 7 veces. Otra rama religiosa que se estaba desarrollando en Egipto fue el monacato de los Padres del Desierto, quienes renunciaba el mundo material para tener una vida de pobreza en devoción de la Iglesia.[cita requerida]
Bajo el dominio musulmán, los coptos étnicos se aislaron de la principal corriente del cristianismo, y se vieron forzados a adherirse a la convención del Pacto de Umar. Fueron asignados como dhimmi (población no musulmana en dominio islámico). Su posición mejoró dramáticamente hacia comienzos del siglo XIX, bajo el mandato de Mehmet Alí. Este monarca abolió la yizia (un impuesto hacia los no-musulmanes) y permitió que los coptos étnicos se inscribieran en el servicio militar. El Papa copto Cirilo IV (quién estuvo en el poder entre 1863 y 1879), reformó la iglesia y alentó a que la comunidad copta fuese partícipe de los asuntos de Egipto. El virrey de Egipto, Ismail Pascá, quién gobernó entre 1863 y 1879, promovió aún más a los coptos. Los nombró jueces de los tribunales egipcios, y les otorgó derechos políticos y representación en el gobierno. Los coptos florecieron en los asuntos empresariales.
Algunos coptos étnicos participaron en los movimientos nacionalistas por la independencia de Egipto, y ocuparon numerosos cargos de influencia. Se pueden destacar dos logros culturales importantes, como la fundación del Museo Copto en 1910 y el Instituto Superior de Estudios Coptos en 1954. Entre los pensadores más destacados de este período se encuentran Salama Moussa, Louis Awad y el secretario general del Partido Wafd, Makram Ebeid.

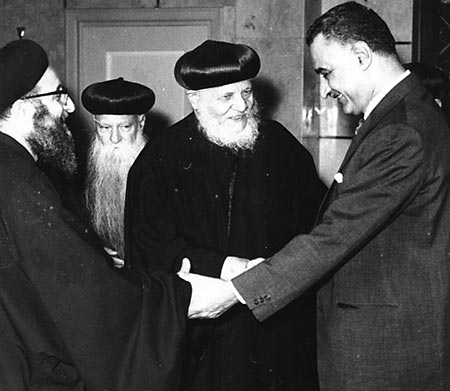
El Presidente Nasser le da la bienvenida a una delegación de obispos coptos (1965)

En 1952, Gamal Abdel Nasser lideró a varios oficiales del ejército para encabezar un golpe de Estado en contra del rey Faruq, el cual puso fin al período monárquico en Egipto y se estableció una república. La política de Nasser era por lo general socialista y panarabista. Los coptos étnicos se  vieron severamente perjudicados por las políticas de nacionalización de Nasser, aunque representaban aproximadamente entre 10% y el 20% de la población. Además, las políticas panarabistas de Nasser opacaron el fuerte apego y sentido de identidad que los coptos sentían ante la identidad pre-árabe egipcia, y ciertamente, la identidad no-árabe dio paso a que se pusieran fin a las autorizaciones de construir iglesias, la cuales se retrasaría junto con las cortes religiosas cristianas.

### Faraonismo
Muchos intelectuales coptos sostienen la idea del "Faraonismo", el cual declara que la cultura copta se deriva en gran parte de la cultura faraónica precristiana, y que no está en deuda con Grecia. Esto le otorga a los coptos una profunda herencia de la historia y cultura egipcia. El faraonismo fue ampliamente aceptado por los eruditos coptos y musulmanes hacia comienzos del siglo XX, y contribuyó a que se pusiera fin a la brecha que había entre estos dos grupos. La mayoría de los eruditos actuales, ven el faraonismo como un desarrollo tardío, formado principalmente por el Orientalismo occidental, y dudan de su validez.

## Persecución y discriminación en Egipto
La libertad de culto en Egipto se ha visto obstaculizada en diversos grados por las políticas discriminatorias y restrictivas del gobierno. Los cristianos coptos, siendo la minoría religiosa más grande de Egipto, es también la que se ve más afectada negativamente. Los coptos se han visto enormemente marginalizados desde el golpe de Estado de 1952, liderado por Gamal Abdel Nasser. Hasta hace poco, los cristianos tenían que tener la aprobación presidencial de incluso, para realizar reparaciones en sus iglesias. A pesar de que la ley fue aliviada en 2005 al ceder la autoridad de aprobación a los gobernadores, los coptos continúan enfrentando obstáculos y restricciones para construir nuevas iglesias. Estas restricciones no se aplican en la construcción de mezquitas.
La comunidad copta ha sido blanco de crímenes de odio en contra de ellos, incluyendo en el homicidio de fieles coptos por parte de extremistas islámicos. El más significativo fueron los atentados de El Kosheh entre 2000 y 2001, en la que hubo una serie de enfrentamientos sangrientos entre cristianos y musulmanes, tras varias disputas entre ambas partes. "21 personas (20 cristianos y un musulmán) murieron después de que estallara la violencia en la ciudad de El-Kosheh, 440 kilómetros al sur de El Cairo". La ONG International Christian Concern informó que en febrero de 2001, un grupo de musulmanes incendiaron una nueva iglesia egipcia y las residencias de 35 cristianos, y que en abril de 2001, una niña cristiana egipcia de 14 años fue secuestrada, porque se creía que sus padres albergaban a una persona que se había convertido del Islam al cristianismo.
En 2006, una persona atacó tres iglesias en Alejandría, asesinando a una persona e hiriendo entre 5 y 16 personas. El atacante no tenía vínculos con ninguna organización y el Ministerio del Interior lo describió como un tipo ''psicológicamente perturbado''. En mayo de 2010, The Wall Street Journal informó la creciente ola de ataques multitudinarios por parte de los musulmanes hacia los cristianos coptos. A pesar de las llamadas frenéticas de auxilio, la policía egipcia llegaba tarde a los lugares donde ocurrían la violencia. La policía también obligó a los coptos a aceptar la "reconciliación" con sus atacantes para evitar ser enjuiciados, por lo que los atacantes musulmanes quedaban impunes de delitos. En Marsa Matrouh, una multitud beduina de 3000 musulmanes intentaron ataca a la población copta de la ciudad, por lo que los coptos levantaron barricadas en sus iglesias, pero aquella multitud destruyó 18 casas, 23 tiendas y 16 automóviles.
Los miembros del Congreso de los EE. UU. han expresado su preocupación por el "tráfico humano" de mujeres y niñas coptas, quienes han sido víctimas de secuestros, conversiones forzadas al islam, explotación sexual y matrimonio forzado con hombres musulmanes.
Boutros Boutros-Ghali es un copto que ejerció como ministro de Asuntos Exteriores de Egipto bajo la presidencia de Anwar Sadat. Actualmente, solo dos coptos son ministros del gabinete gubernamental de Egipto: el ministro de Finanzas Youssef Boutros Ghali y ministro de Medio Ambiente Magued George. De los 25 gobernadores, solo 1 es de fe copta, que es el de la gobernación del Alto Egipcio Quena, y el primer gobernador copto desde hace unas pocas décadas. Además, Naguib Sawiris, un empresario extremadamente exitoso y una de las 100 personas más ricas del mundo, es copto. En 2002, bajo el gobierno de Mubarak gobierno, la Navidad Copta (realizada el 7 de enero), fue reconocida como feriado oficial. Sin embargo, muchos miembros de la comunidad copta se sienten mínimamente representados en la aplicación de ley, la seguridad pública y de los cargos públicos, y de ser discriminados en el mundo laboral por su religión. La mayoría de los coptos rechazan los movimientos independentistas y separatistas de otros egipcios.
Si bien la libertad de culto está garantizada por la constitución egipcia, de acuerdo a Human Rights Watch, "los egipcios pueden convertirse al Islam generalmente sin dificultad, pero los musulmanes que quieren convertirse al cristianismo enfrentan dificultades para adquirir nuevos documentos de identidad y algunos han sido arrestados por la presunta falsificación de dichos documentos." Aun así, la comunidad copta se esfuerza por evitar la conversión del cristianismo al islam debido a su facilidad de conversión. Los funcionarios públicos, al ser conservadores, intensifican la complejidad de los procedimientos legales necesarios para reconocer el cambio de religión como lo estipula la ley. Las agencias de seguridad afirman que las conversiones del islam al cristianismo (u viceversa) pueden provocar malestar social, y por lo tanto, justificar la detención ilegal de individuos, insistiendo que sencillamente están tomando medidas para evitar probables enfrentamientos sociales. En 2007, una corte administrativa de El Cairo le negó a 45 ciudadanos el derecho de obtener los documentos de identidad que evidencian su reversión al cristianismo, después de convertirse al islam. Sin embargo, en febrero de 2008 la Corte Suprema Administrativa anuló la decisión, permitiendo a 12 ciudadanos que había vuelto al cristianismo volvieran a obtener sus documentos de identidad, pero especificaron de que ellos habían adoptado el islam por un breve período de tiempo.
El censo egipcio de 1897 informó que el porcentaje de las poblaciones no musulmanas era del 14.7 % (13.2 % cristianos, 1.4 % judíos). Otro censo realizado en 1986, informó que aquel grupo conformaba el 6.1 % de la población (5.7% cristianos, 0% judíos). La disminución en la representación judía se debe a la creación del estado de Israel, y posterior emigración de las comunidades judías de Egipto. No hay una explicación clara de la disminución de un 55% en la cantidad de cristianos en Egipto. Se cree que los censos realizados desde 1952 han sido politizados, para minorizar la cantidad real de población cristiana en el país.
En agosto de 2013, tras el golpe de Estado del 3 de julio y los enfrentamientos entre el ejército y los partidarios del derrocado Mohamed Morsi, hubo ataques generalizados hacia las iglesias e instituciones coptas por parte de musulmanes sunitas.
Según al menos el erudito egipcio Samuel Tadros, estos ataques fueron los más cruentos realizados desde los cometidos en el siglo XIV.
USA Today reportó que "40 iglesias habían sido saqueadas e incendiadas, mientras que otras 23 habían sido atacadas o severamente dañadas". La página de Facebook de los Hermanos Musulmanes, Partido de Libertad y Justicia fue "plagada de falsas acusaciones destinadas a fomentar el odio hacia los coptos", según la periodista Kirsten Power. La página del Partido afirmaba que la Iglesia copta había "declarado la guerra hacia el Islam y a los musulmanes" y que "El Papa de la Iglesia estaría involucrado en la destitución del primer presidente islamista elegido. El Papa de la Iglesia afirmó que la Sharia islámica era retrógrada, obstinada y reaccionaria." El 15 de agosto, nueve grupos de derechos humanos bajo el grupo colectivo "Iniciativa Egipcia por los Derechos Personales", lanzó la siguiente declaración:
En diciembre (…) los líderes de los Hermanos Musulmanos comenzaron a fomentar el odio hacia las comunidades cristianas. La incitación y las amenazas anti-coptas continuaron hasta las manifestaciones del 30 de junio, y tras la destitución del Presidente Morsi (…) se transformó en una violencia sectaria, que fue sancionada por (…) la continua retórica anti-copta que fue escuchada por los líderes del grupo en público (…) a lo largo de la ocupación.
El 25 de febrero de 2016, una corte egipcia condenó a 4 adolescentes cristianos coptos por desacato hacia el islam, luego de que aparecieran en un video, burlándose de las oraciones musulmanas.
Los atentados de Domingo de Ramos en varias iglesias de Egipto en 2017 acabaron con la vida de 40 personas